# Kjerkeberget
Der Kjerkeberget (auch Kirkeberget und Kyrkjeberget) ist ein 630,8 moh. hoher Hügel in Norwegen.
Er stellt die höchste Erhebung der Provinz Oslo dar und liegt auf der Grenze der Kommunen Oslo und Lunner in der Provinz Akershus. Südlich des Berges erstreckt sich der Store Sandungen See, im Nordwesten der Katnosa See. Die Schartenhöhe des Kjerkeberget beträgt 37,8 m, die Dominanz gegenüber dem nächsthöheren Berg, beträgt etwa 2,7 km. Auf dem Gipfel des Berges befindet sich eine Schutzhütte, die von weitem aus sichtbar ist.
Der Name des Hügels lässt sich als Kirchberg übersetzen. Der erste Namensbestandteil, kjerke, steht für Kirche. In seiner Schreibweise und Aussprache entstammt er dem lokalen Dialekt. In Bokmål wäre die korrekte Bezeichnung kirke und auf Nynorsk kyrkje. Der zweite Wortteil stellt die unbestimmte Form des Wortes Berg dar. Der Kjerkeberget reiht sich daher in seiner Namensgebung zusammen mit mehreren weiteren Bergen in Norwegen ein, die alle Namen wie Die Kirche oder Kirchberg haben, aufgrund ihrer optischen Ähnlichkeit mit Kirchen.
Während des Zweiten Weltkriegs diente der Hügel der Widerstandsorganisation Milorg als Landepunkt für Fallschirmsprünge. Am 4. Oktober 1942 fand die erste Landung durch die Milorg-Mitglieder Tor Helliesen, Jan Allan, Ruben Larsen und Johannes S. Andersen statt.